# 콜린 윌콕스

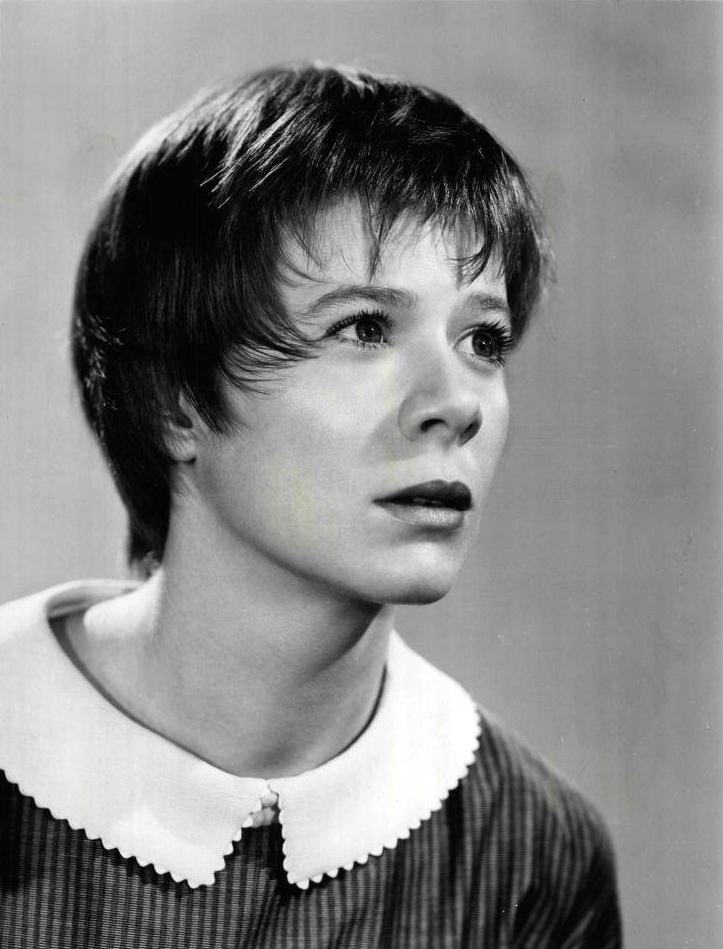

콜린 윌콕스(Collin Wilcox, 1935년 2월 4일 ~ 2009년 10월 14일)는 미국의 연극 배우, 텔레비전 배우, 영화배우이다.
신시내티에서 태어났다.

## 영화
- 죠스 2 (1978년)